# فیر (مجارستان)
فِیِر (به مجاری:  Fejér megye) یکی از استان‌های مجارستان است که  ۴٬۳۵۸٫۴۵ کیلومترمربع مساحت و ۴۲۵٬۸۴۷ نفر جمعیت دارد..

## نگارخانه

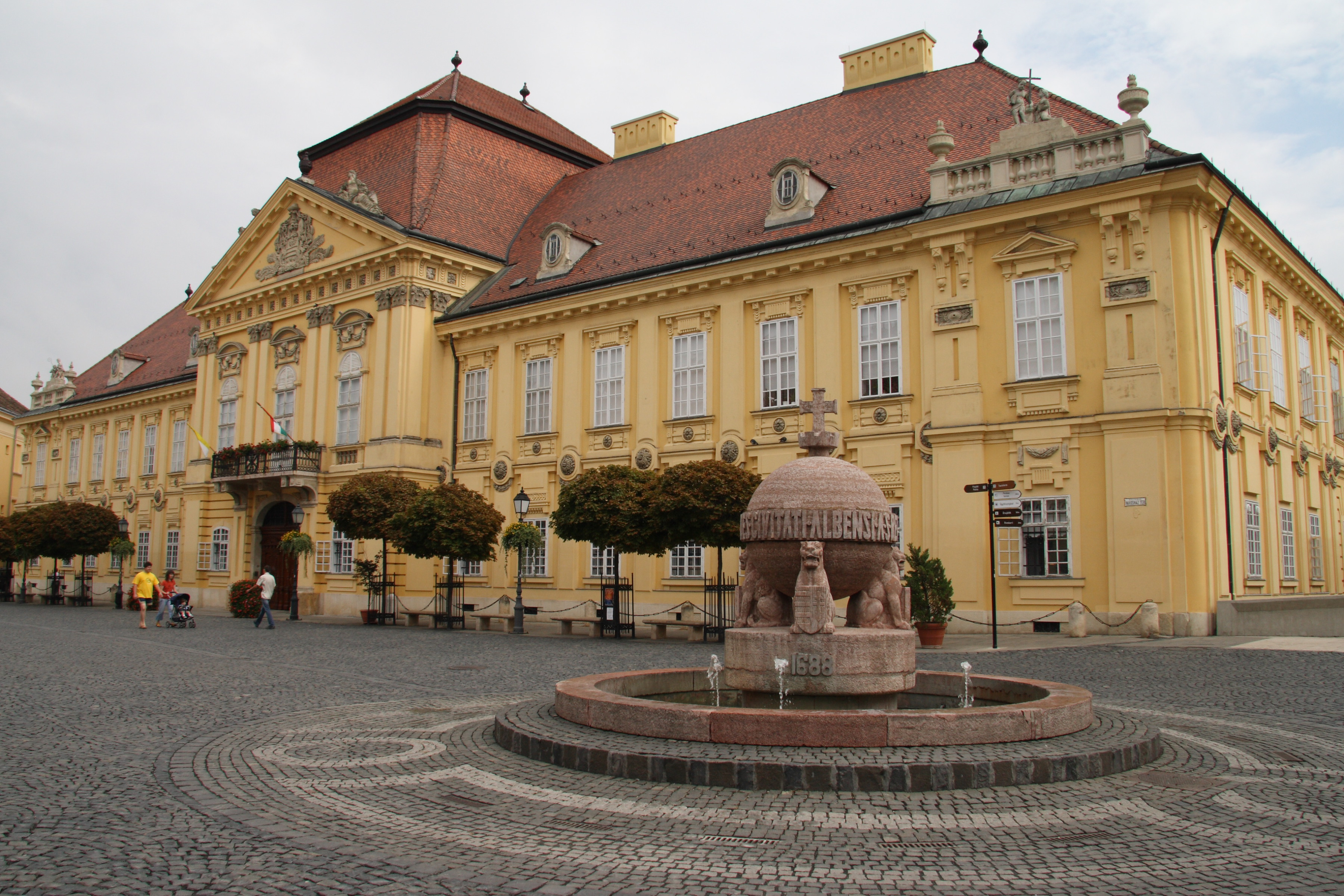
کرۀ زمین روبروی کاخ اسقف، سکش‎فهروار
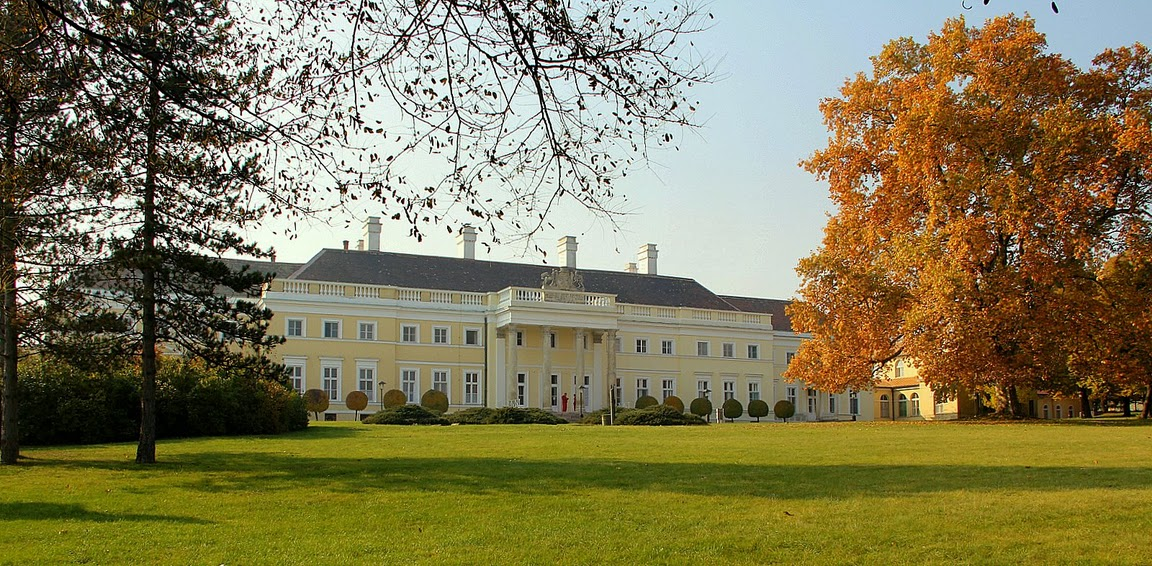
کاخ استرهازی، چاکوار
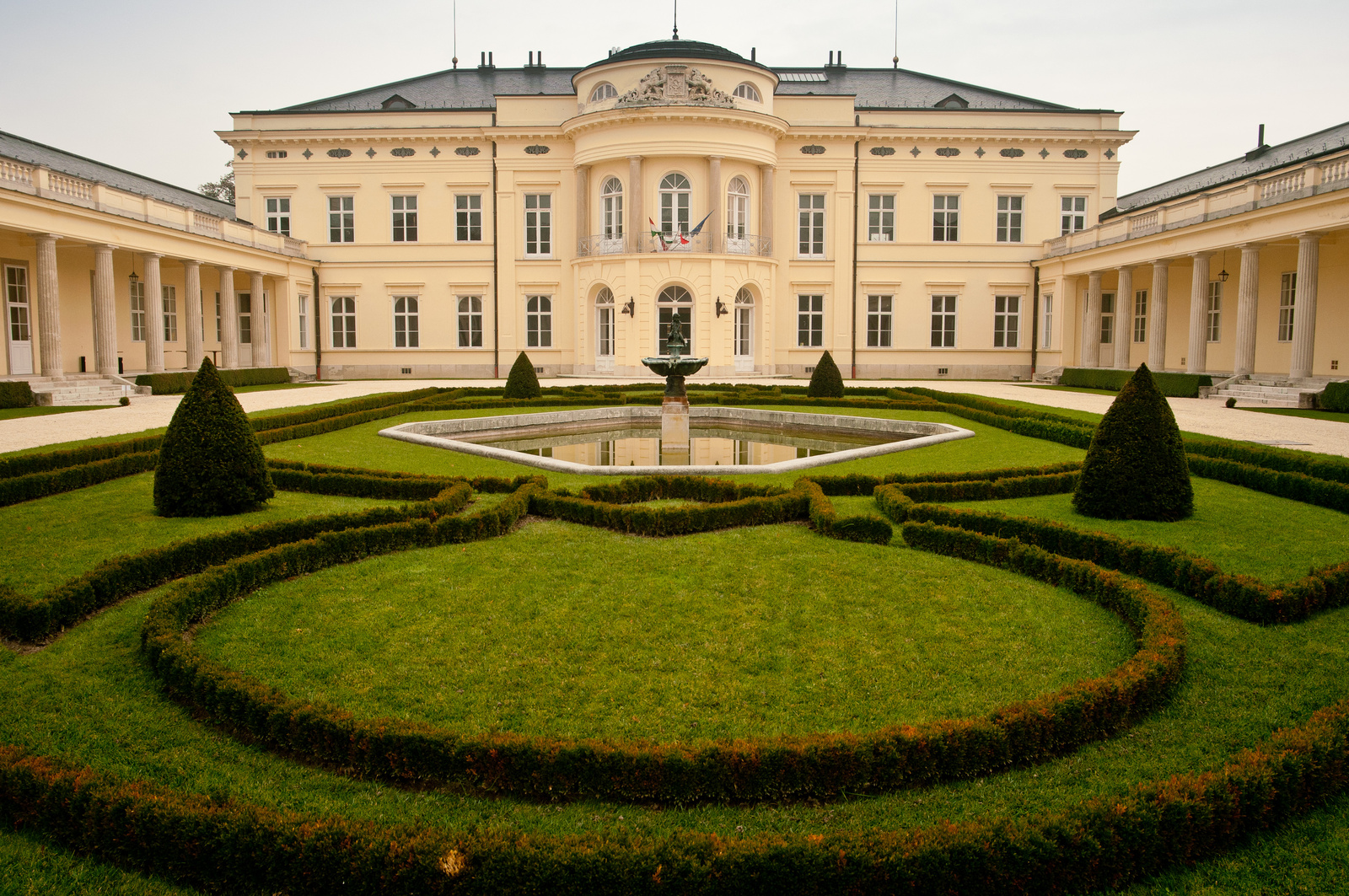
کاخ کارویی، روستای فهروارچورگو (Fehérvárcsurgó)
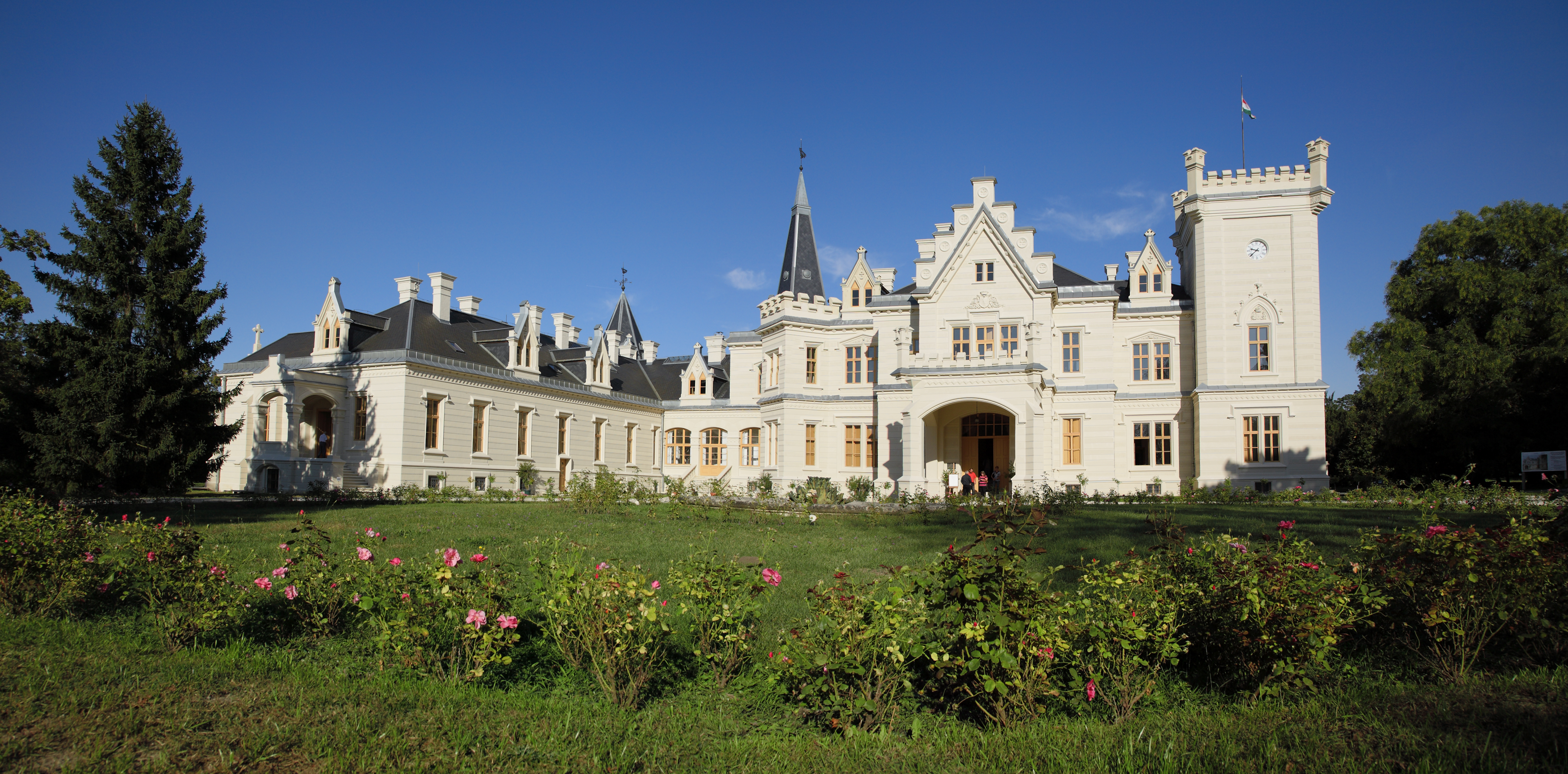
کاخ ناداشدی، ناداش‎دلادانی
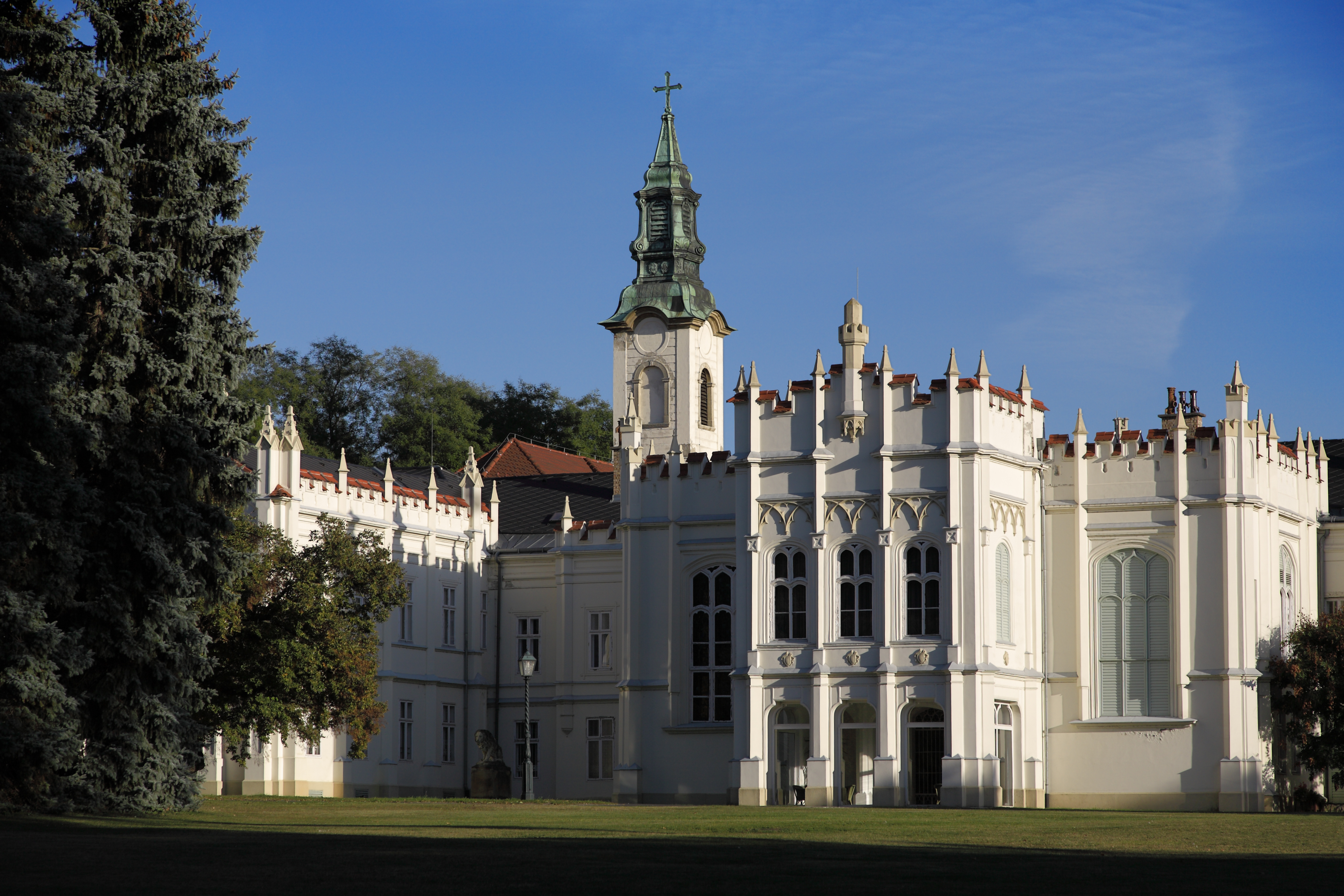
کاخ برونسویک، مارتون‎واشار
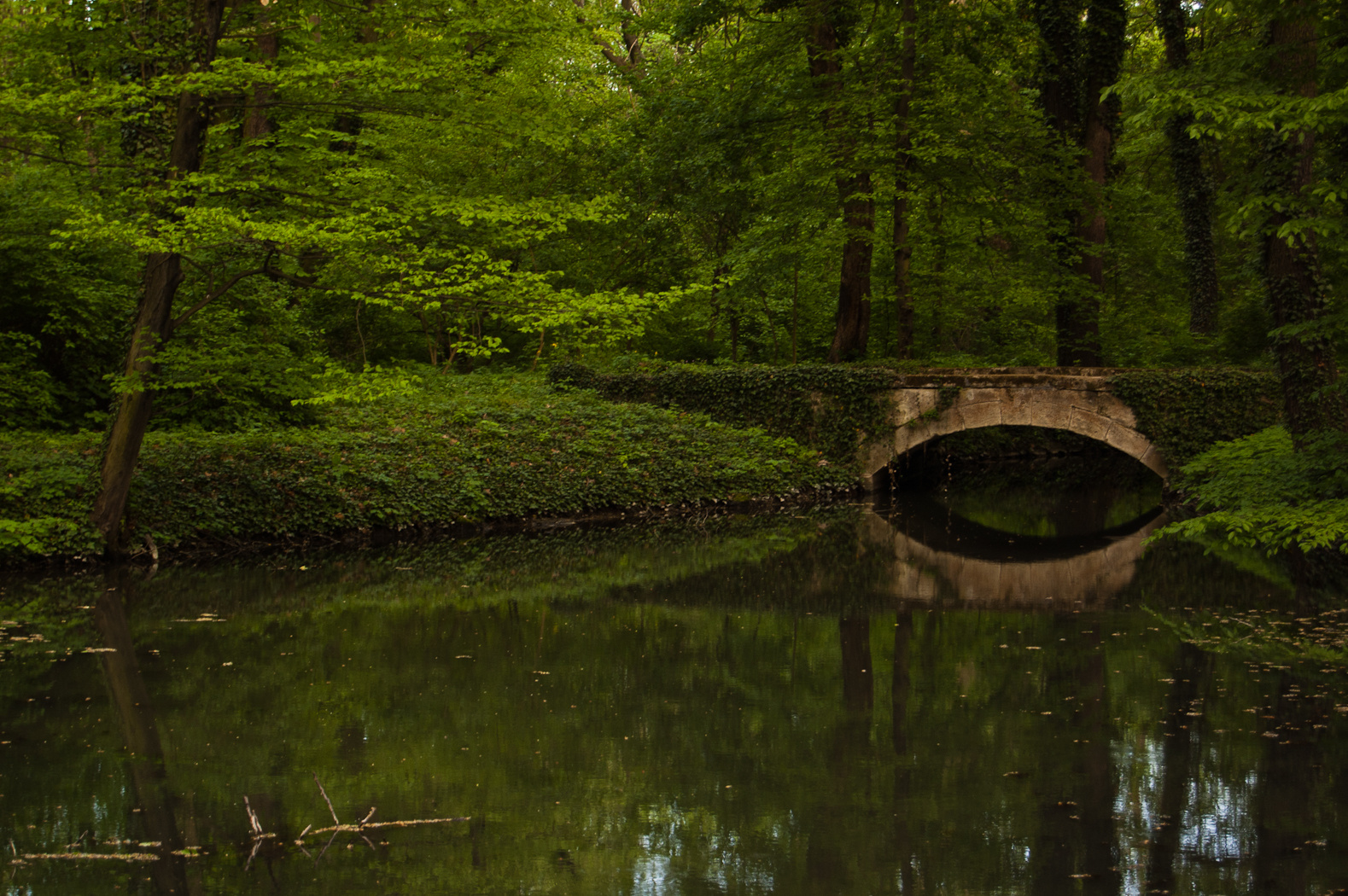
درختستان، آلچوت‌دوبوز